# Ode to Billie Joe
Ode to Billie Joe est une chanson écrite et interprétée par la chanteuse américaine Bobbie Gentry en 1967. 
Moins d'un mois après sa parution, cette chanson est propulsée numéro un des charts américains et y reste quatre semaines de suite. De nombreux artistes de toutes tendances musicales l'ont d'ailleurs reprise par la suite : Frank Sinatra, Ella Fitzgerald, Nancy Wilson. Une version française (Marie-Jeanne) a été créée par Joe Dassin la même année, et reprise entre autres par Eddy Mitchell (1976) et Jean-Louis Murat (1993).
Il existe également une version suédoise de 1967 (elle aussi fidèle à la version originale) par Olle Adolphson intitulée Jon Andreas visa, et une version allemande intitulée Billy Joe McAllister (1978) par Wencke Myhre.
L'accompagnement musical, dans la version originale de Bobbie Gentry, est très dépouillé : une guitare acoustique jouée par Gentry et des violoncelles qui viennent s'ajouter au rythme syncopé de la guitare. La chanson est enregistrée en une heure, le 10 juillet 1967, aux studios Capitol de Hollywood, à Los Angeles.

## Synopsis

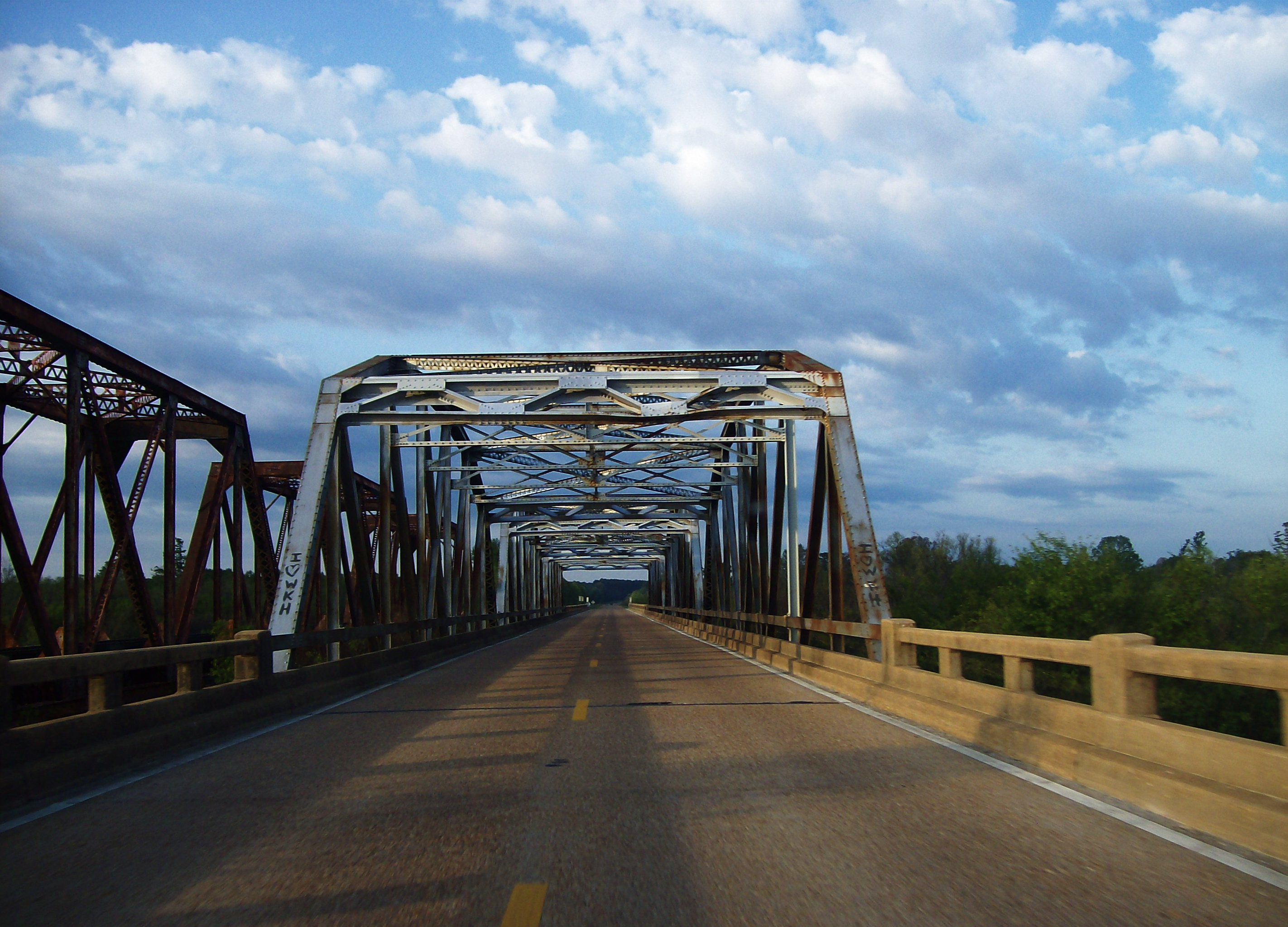
Un pont routier et ferroviaire sur la rivière Tallahatchie, à la frontière des comtés de Lafayette et de Marshal.

La chanteuse-narratrice est une jeune paysanne du Mississippi Delta. Elle nous raconte qu'un jour poussiéreux de juin, après avoir travaillé aux champs durant la matinée avec son frère, elle rentre à la ferme familiale pour le repas. 
Entre une injonction à s'essuyer les pieds et une demande de passer le pain, la nouvelle du jour que rapporte la mère est qu'un garçon nommé Billie Joe MacAllister s'est jeté du haut du pont sur la rivière Tallahatchie.
Le père prononce en quelques mots l'oraison funèbre du garçon en déclarant, entre deux bouchées et deux évocations des travaux des champs, que Billie Joe ne valait pas grand chose et ne serait de toute façon arrivé à rien de bon dans la vie. Le frère de la narratrice semble, pour sa part, avoir été autrefois un copain de Billie Joe et rappelle à sa sœur le jour où lui et Billie lui avaient glissé une grenouille dans son dos. La mère constate que la narratrice n'a pas d'appétit, et n'a rien mangé. Puis la mère déclare que quelqu'un lui a raconté avoir vu la veille, à Choctaw Ridge, Billie Joe sur le pont de la Tallahatchie. Il était avec une fille qui ressemblait étrangement à la narratrice, et tous deux ont jeté quelque chose dans les eaux boueuses de la rivière. Chacune de ces banalités de la vie ordinaire est évoquée dans un couplet qui se termine par un rappel du fait du jour, fil rouge de la chanson.
La narratrice reprend ensuite le fil de son récit un an après ce repas. Elle nous raconte que son frère s'est marié, a quitté le foyer familial pour ouvrir une boutique avec sa femme à Tupelo. Le père est mort au printemps d'une mauvaise grippe. Quant à la mère, elle semble désormais désemparée et abattue.
La narratrice clôt son histoire en nous apprenant qu'elle va désormais souvent à Choctaw Ridge pour y cueillir des fleurs qu'elle jette ensuite du haut du pont sur la rivière Tallahatchie.

## Interprétations du texte
Les paroles quelque peu mystérieuses de cette chanson ont suscité d'innombrables articles, principalement aux États-Unis. Le fait est que leur interprétation est sujette à conjectures. Le thème de la chanson est grave puisqu'il est fait allusion au suicide d'un adolescent nommé Billie Joe MacAllister.
Rarement chanson aura fait couler autant d'encre et suscité autant d'interprétations différentes. Dans le film homonyme Ode to Billy Joe (film) (en) réalisé par Max Baer Jr., le scénariste Herman Raucher imagine que Billie Joe, ayant eu une furtive relation homosexuelle d'un soir et en état d'ébriété, s'est suicidé de honte et de remords.
Selon certaines interprétations[Qui ?], Billie Joe est une fille ce qui oriente différemment le point de vue. Pourtant, les paroles font explicitement référence à lui avec un pronom masculin, « him », et un comportement de garçon (anecdote de la grenouille glissée par lui avec ses copains dans la robe d'une fille).

Qu'est-ce que Billie Joe et la fille avec lui ont jeté du pont Tallahatchie et pourquoi Billie Joe s'est-il suicidé? Gentry déclara dans une interview de novembre 1967 que c'était la question qui lui était la plus demandée par tous ceux qu'elle rencontrait. Elle cita des fleurs, une bague de fiançailles, un avis de mobilisation, du LSD et un bébé avorté comme les objets les plus souvent supposés. Bien qu'elle sût clairement ce que l'objet était, elle ne le révélerait pas, en disant seulement : 

« Supposons que c'était une alliance ... Il y a deux raisons pour l'évoquer ... Tout d'abord, il scelle une relation entre Billie Joe et la jeune fille racontant l'histoire, la fille à table. Deuxièmement, le fait que Billie Joe a été vu lancer quelque chose du pont - quoi que ce fût - offre une motivation possible quant à savoir pourquoi il a sauté du pont le lendemain. »

Quant à la raison du suicide, elle n'en avait pas idée. Pour elle, Ode to Billie Joe ne devait être qu'une histoire, présentée comme une tranche de vie (les discussions quotidiennes durant un repas familial) chez des gens modestes et durs à la tâche, et où un évènement gravissime (le suicide d'un adolescent de leur entourage proche) était commenté comme un fait divers sans importance.

« Ces questions sont d’ordre secondaire pour moi. L’histoire de Billie Joe présente deux thèmes sous-jacents autrement intéressants. D’abord, la description des réactions d’un groupe de personnes par rapport à la vie et à la mort de Billie Joe, et des répercussions qu’elle a dans leur vie. Ensuite, le fossé évident entre la mère et la fille apparaît quand elles subissent une perte commune (d’abord Billie Joe, plus tard le père), et cependant les deux femmes sont incapables de reconnaître qu’elles sont toutes deux éprouvées ou de partager leur chagrin. »

L'histoire d'amour mystérieuse et dramatique entre deux adolescents, n'est donc pas vraiment le thème, mais plutôt un révélateur d'un certain rapport au drame des personnes et du groupe concerné.

## Version française
La version française de Joe Dassin est essentiellement la même, hormis la permutation des sexes (c'est une fille, Marie-Jeanne, qui se suicide ; la narratrice devient un narrateur et la chanson est interprétée par un chanteur) et la transposition dans un contexte rural français (avec la mention de la ville fictive de « Bourg-les-Essonnes »). Voici une liste des différences entre les deux versions :
| Bobbie Gentry         | Joe Dassin               |
| June 3                | 4 juin                   |
| Billie Joe McAllister | Marie-Jeanne Guillaume   |
| coton                 | vigne                    |
| Tallahatchie Bridge   | Pont de la Garonne       |
| Choctaw Ridge         | Bourg-les-Essonnes       |
| Brother Taylor        | la sœur de ce jeune curé |
| Tom                   | Le Grand Nicolas         |
| Becky Thompson        | mot absent               |
| Tupelo                | mot absent               |

## Influences artistiques
Hormis les reprises par de nombreux chanteurs durant les années 1970, cette chanson constitue également la structure de base et la trame du spectacle Another Sleepy Dusty Delta Day du plasticien et chorégraphe Jan Fabre créé lors du Festival d'Avignon en 2008.
En 1999, la réalisatrice Kelly Reichardt a réalisé le moyen-métrage Ode, directement inspirée de la chanson de Bobbie Gentry.